# Светозар Стојановић
Светозар Стојановић (Крагујевац, 18. октобар 1931 — Београд, 7. мај 2010) је био српски филозоф.

## Биографија
Рођен је 1931. у Крагујевцу у трговачкој породици. У Крагујевцу је завршио основну школу и гимназију. Дипломирао је филозофију на Филозофском факултету Универзитета у Београду 1955. године, на истом факултету је докторирао филозофију 1962. године тезом Савремена мета-етика. Асистент из Етике је постао 1958. Од 1962. године, када је докторирао, постао је доцент а од 1969. ванредни професор на истом предмету, до 1975. године, када је стављен на располагање тј. избачен је са Београдског универзитета заједно са још седам других професора 28. јануара 1975. године због дисидентске делатности као члан групе „Праксис“. Том приликом избачени су и Михаило Марковић, Љубомир Тадић, Загорка Голубовић, Миладин Животић, Драгољуб Мићуновић, Нeбојша Попов и Триво Инђић. Враћен је на Универзитет почетком 90-их година.
Радио је као гостујући професор и на универзитетима у САД, Немачкој, Великој Британији, Аустрији, Индији.
Био је председник Српског филозофског друштва 1970-1974. Заједно ca политикологом Ђуром Ковачевићем, Светозар Стојановић je 2002. основао Српско-амерички центар у Београду чији је био и председник. 2009. године. Овај центар је прерастао у Центар за националну стратегију.Један од оснивача Института за филозофију и друштвену теорију Универзитета у Београду.
У периоду од 15. јуна 1992. до 31. маја 1993. био је специјални саветник Добрице Ћосића, тадашњег председника СР Југославије. Водио је његов саветнички тим.
Био је директор Института за филозофију и друштвену теорију 1994-2000. Био је члан Управног одбора компаније „Политика“, затим члан Савета Републичке радио-дифузне агенције (РРА).
Објавио је седам књига, четири брошуре и око 130 чланака. Дела су му превођена на 14 језика. Најзначајнија дела су: „Савремена мета-етика“, „Између идеала и стварности“, „Историја и партијска свест“ и „На српском делу Титоника“. Бавио се метаетиком, марксистичком критиком комунизма и касније, социјалдемократском критиком савременог света, као и филозофском публицистиком. Такође је у многим књигама упозоравао на опасност самоуништења човечанства, о чему је писао Александар Прњат.
Уврштен је у Biographical Dictionary of Twentieth Century Philosophers 1996. заједно са Браниславом Петронијевићем и Михаилом Марковићем из Србије.
Преминуо је у Београду 7. маја 2010. године.

### Филозофске студије
- Савремена мета-етика, дисертација, 1964, 1971, 1994.
- Марксистичка етика и социјалистичко обшчество, 1966.
- Између идеала и стварности, 1969.
- Between Ideals and Reality. Oxford University Press., New York, 1973.
- Tolerance and Revolution, с Paul-ом Kurz-ом, 1970.
- Од марксизма до етатизма са људским лицем, 1987.
- Историја и партијска свест, 1988.
- Ауторитет без власти: Добрица Ћосић као шеф државе, 1993.
- Пропаст комунизма и разбијање Југославије, 1995.